# 高畑尚之
高畑尚之（日语：／ Takahata Naoyuki，1946年9月—），日本群体遗传学家。美国艺术与科学院外籍院士，综合研究大学院大学名譽教授。

## 简历
高畑尚之1946年出生于日本名古屋；1971年毕业于京都大学理学部的化学科；1977年在九州大学获博士学位，并于同年加入木村资生在国立遗传学研究所的研究组任研究員（相当于美国的博士后）。之后于1986年升任助理教授。1992年离开三岛市的国立遗传学研究所去新成立不久的综合研究大学院大学担任教授（1992-)。2002年，高畑尚之当选美国艺术与科学院外籍院士。2008年至2017年任综合研究大学院大学的校长。

## 研究领域
高畑尚之是木村资生后期主要合作者，他为完善中性演化理论做了很多工作，特别是在人类遗传学的主要組織適合抗原(MHC,major histocompatibility antigens)的研究，拓展了群体遗传学的范畴，为研究人类的疾病、演化、迁徙提供了一个很好的理论框架。现在，在理论群体遗传学领域，像高畑尚之这样能精通经典群体遗传学和现代群体遗传学的很少了。

## 著作
- J. Klein， Naoyuki Takahata, "Where do we come from ? The molecular evience for human descent" Springer, 2002. ISBN 978-3540425649

## 脚注
- "進化を知ることはなぜ大切なのか" 総研大ジャーナル 2008, No.14, p. 26. オンライン版 (pdf)[永久] - インタビュー記事